# Будаева, Виктория Игоревна
Виктория Игоревна Будаева (в девичестве — Дубанова, род. 3 февраля 1988 года) — российская спортсменка, стрелок из лука. Чемпионка Европы в помещении в командных соревнованиях (2019).
Чемпионка России (2018), двукратный серебряный (2012, 2021) и бронзовый (2022) призер чемпионата России в личных соревнованиях. Двукратная чемпионка России (2010, 2018), серебряный (2017) и бронзовый (2019) призер чемпионата России в командных соревнованиях. Бронзовый призер чемпионата России в помещении в личных соревнованиях (2019). Двукратная чемпионка России в помещении (2017, 2019) и серебряный призер чемпионата России в помещении (2018) в командных соревнованиях (по данным от 2008 года). Серебряный призер I Всероссийской спартакиады по летним видам спорта среди сильнейших спортсменов 2022 года в смешанных командах (микст).
Мастер спорта России международного класса.